# Fu Manchu (együttes)
A Fu Manchu amerikai stoner rock együttes. Nevüket egy kitalált gonosztevőről, Fu Manchu regényhősről kapták.

## Története
1985-ben alakultak meg a kaliforniai Orange megyében "Virulence" néven. A Virulence hardcore punk együttes volt, a felállása a következő volt: Ken Pucci - ének, Scott Hill - gitár, Mark Abshire - basszusgitár, Ruben Romano - dob. A Virulence-re leginkább a Black Flag hatott. 1987-ben Absire elhagyta az együttest, helyére Greg McCaughney került. A Virulence első nagylemezét 1988-ban jelentette meg, "If This Isn't a Dream..." címmel. 1990-ben Pucci is kilépett a zenekarból, helyére Glen Chivens énekes került, ekkor változtatták meg a nevüket Fu Manchura, és egyben stílust is váltottak: a hardcore punkról áttértek a stoner rock műfajára. Ezt követően kiadtak egy kislemezt. Greg McCaughey helyére ezután Mark Abshire került. Chivens is kilépett az együttesből, így Scott Hill lett az énekes. Új gitárost is szereztek, Scott Votaw személyében, aki 1993-ban szintén elhagyta a Fu Manchu-t, és Eddie Glass váltotta le, aki az Olivelawn tagja volt. A Fu Manchu első nagylemezét 1994-ben jelentette meg. Abshire újból kilépett a zenekarból, az 1995-ös második albumuk rögzítése előtt. 1996-ban adták ki harmadik lemezüket. Az évek alatt olyan nevekkel turnéztak, mint a P.O.D., White Zombie, Kyuss, Monster Magnet, Marilyn Manson, Clutch, Corrosion of Conformity, Sevendust. Brant Bjork dobos 2001-ben kilépett a Fu Manchu-ból, az ugyanebben az évben kiadott albumuk rögzítése után. Az 1996-os "In Search Of..." bekerült a Classic Rock magazin "10 Essential Stoner Rock Albums" listájára,  illetve a Terrorizer magazin "Az év albumai" listájára is. A Fu Manchu azóta is turnézik és ad ki új lemezeket, eddigi utolsó albumuk 2018 februárjában jelent meg, és az album reklámozása érdekében Magyarországon is felléptek.

## Tagjai
- Scott Hill - gitár, ének (1985-)
- Brad Davis - basszusgitár, ének (1994-)
- Bob Balch - gitár (1996-)
- Scott Reeder - dob, ének (2001-)

## Korábbi tagok
- Ruben Romano - dob, ének (1985-1996)
- Ken Pucci - ének (1985-1990)
- Mark Abshire - basszusgitár, ének (1985-1987, 1990-1994)
- Greg McCaughey - basszusgitár (1987-1990)
- Glenn Chivens - ének (1990)
- Scott Votaw - gitár (1990-1993)
- Eddie Glass - gitár (1993-1996)
- Brant Bjork - dob (1996-2001)

## Diszkográfia
- If This Isn't a Dream... (1988, Virulence néven)
- No One Rides for Free (1994)
- Daredevil (1995)
- In Search Of... (1996)
- The Action is Go (1997)
- Eatin' Dust (1999)
- King of the Road (2000)
- California Crossing (2001)
- Start the Machine (2004)
- We Must Obey (2007)
- Signs of Infinite Power (2009)
- Gigantoid (2014)
- Clone of the Universe (2018)

## Egyéb kiadványok
Válogatás/koncertalbumok
- Return to Earth 91-93 (1998)
- (Godzilla's) Eatin' Dust (1999)
- Go for It... Live! (2003)